# Ričardas Berankis
Ričardas Berankis (Vilnius, 21 giugno 1990) è un tennista lituano.
In singolare ha perso due finali nel circuito maggiore, ha vinto diversi titoli dell'ATP Challenger Tour e il miglior ranking ATP è il 50º posto raggiunto nel maggio 2016. Nelle prove del Grande Slam non ha mai superato il terzo turno.
In doppio ha vinto un torneo del circuito maggiore nel 2015 a Houston e ha raggiunto una volta il terzo turno nei tornei del Grande Slam, ma non è mai andato oltre il 139º posto mondiale. Nel 2007 ha esordito nella squadra lituana di Coppa Davis. Tra gli juniores ha vinto gli US Open 2007 in singolare ed è stato il nº 1 nel ranking mondiale di categoria.

## Biografia
Nato a Vilnius in Lituania da Genadijus e Jelena Berankis, la sorella Lina Berankytė-Astrauskienė è stata una giocatrice di tennis ed è poi diventata un coach nonché un arbitro della Federazione Internazionale Tennis. Ha sposato Ineta Dubenciukaite, con la quale ha avuto la figlia Olivia. Ha iniziato a giocare a tennis a 2 anni. Il suo storico coach nella prima parte della carriera è stato Remigijus Balzekas, e in seguito ha collaborato con Janko Tipsarević e Dirk Hordorff.

## Carriera

### Tra gli juniores
Al suo esordio nell'ITF Junior Circuit, nel marzo 2005 perde la finale in un torneo Grade 4 lituano. Raggiunge subito altre quattro finali consecutive in singolare e ne vince una in un Grade 5 di Trinidad e Tobago e due in tornei Grade 4 di Guadalupa e Barbados. Nel 2006 vince due tornei in singolare, fra i quali un Grade 1 messicano, e tre in doppio di grade 3 e 2. Continua a vincere tornei minori e il primo grande risultato nei Grade A è la finale raggiunta in singolare agli Australian Open 2007, persa contro Brydan Klein. Quello stesso anno perde contro Uladzimir Ihnacik nei quarti al Roland Garros e in semifinale a Wimbledon. Si riscatta a settembre superando Jerzy Janowicz nella finale degli US Open. A dicembre vince anche il prestigioso Orange Bowl, con il successo in finale su Grigor Dimitrov, e un Grade 1 messicano, al suo ultimo impegno nel circuito juniores. Sempre a dicembre raggiunge il primo posto nel ranking mondiale di categoria e chiude la carriera juniores dopo aver vinto nove tornei in singolare, tra cui due di Grade A, e cinque tornei minori in doppio.

### 2006-2008, inizi tra i professionisti, primi titoli ITF
Fa la sua prima apparizione tra i professionisti nel maggio 2006 al torneo Futures Spain F13 di Vic e raggiunge il secondo turno. Nel marzo 2007 vince il primo titolo da professionista al Portugal F2 battendo in finale Niels Desein per 7-5, 6-4. Nel gennaio 2008 debutta nel circuito Challenger con una sconfitta al primo turno a Dallas, il mese dopo fa la sua prima esperienza nel circuito maggiore ed esce al primo turno delle qualificazioni di Delray Beach. In marzo vince il suo primo torneo in doppio all'USA F6 di McAllen. Quello stesso mese vince i primi due incontri nelle qualificazioni del Challenger di Sunrise e perde al turno decisivo da Lu Yen-hsun. Tenta anche le qualificazioni nel Masters di Miami perdendo al primo turno. In aprile vince il suo primo incontro nel main draw di un Challenger a Humacao battendo all'esordio Fernando Vicente. A giugno supera le qualificazioni e debutta con una sconfitta nel tabellone principale di un torneo ATP a Varsavia. A luglio riceve una wild-card per l'ATP di Umago e perde al primo turno da Fabio Fognini. Al secondo turno delle qualificazioni agli US Open sconfigge per la prima volta un top 100 del ranking, il nº 91 Serhij Stachovs'kyj, e perde al turno decisivo da Björn Phau.

### 2009-2010, primi titoli Challenger e top 100
Nel 2009 perde le tre finali disputate nel circuito Futures e non vince alcun titolo. A marzo si aggiudica entrambi i singolari nella sfida di Davis contro la Georgia. A maggio raggiunge per la prima volta i quarti in un torneo Challenger a Karlsruhe e a luglio perde entrambi gli incontri giocati in Davis contro la Slovenia. I migliori risultati stagionali sono le semifinali raggiunte nei Challenger di Karshi, durante la quale è costretto al ritiro, e di Champaign, dove viene sconfitto da Michael Russell. A novembre perde la finale nel suo ultimo torneo ITF disputato, e abbandona questa categoria dopo aver vinto un titolo in singolare e uno in doppio.
Dopo una nuova semifinale Challenger disputata a inizio 2010 a Salinas, in febbraio vince i primi incontri in carriera nel circuito maggiore all'ATP di San Jose si spinge fino ai quarti di finale e viene sconfitto da Fernando Verdasco per 3-6, 6-7; a fine torneo fa il suo ingresso nella top 200. In maggio perde al turno decisivo delle qualificazioni al Roland Garros. A giugno vince sull'erba di Nottingham il suo primo titolo Challenger battendo in finale per 6-4, 6-4 Gō Soeda. Subito dopo supera per la prima volta le qualificazioni in uno Slam a Wimbledon, batte quindi Carsten Ball e perde al secondo turno da Feliciano López in quattro set. A luglio perde in finale al Challenger di Vancouver. Esce al secondo turno anche agli US Open, sconfitto dal nº 15 del mondo Jürgen Melzer dopo cinque set equilibrati. Nella sfida di Coppa Davis a settembre contro la Slovenia ottiene una vittoria e una sconfitta. A novembre vince il titolo al Challenger di Helsinki per il ritiro in finale di Michał Przysiężny, risultato che lo porta per la prima volta nella top 100, all'85º posto, diventando a 20 anni una promessa del tennis mondiale.

### 2011, terzo turno agli Australian Open, quarti di finale a San Jose, 73º nel ranking e infortunio
All'esordio stagionale supera le qualificazioni ed esce al secondo turno al torneo ATP Brisbane International. Entra per la prima volta nel tabellone di uno Slam senza passare per le qualificazioni agli Australian Open, si spinge fino al terzo turno dopo il ritiro al secondo del nº 21 del mondo David Nalbandian e subisce una secca sconfitta contro David Ferrer. A fine torneo sale al 73º posto mondiale. Continua a giocare esclusivamente nel circuito maggiore, a febbraio raggiunge per la prima volta i quarti di finale in un torneo ATP a San Jose e viene eliminato da Milos Raonic dopo aver sconfitto Benjamin Becker. Raggiunge i quarti anche in doppio assieme a Kei Nishikori. Nel periodo successivo è condizionato da problemi alla schiena e all'inguine che lo costringono a restare lontano dalle competizioni tra marzo e luglio. Quando rientra si trova al 115º posto ATP e scende al 157º dopo aver collezionato tre sconfitte al primo turno e l'eliminazione nelle qualificazioni agli US Open. Riprende a giocare nei Challenger e risale la classifica raggiungendo quattro semifinali. Rientra per una sola settimana nella top 100 dopo la finale persa a novembre al Challenger di Bratislava.

### 2012, nuovo infortunio e prima finale ATP
Non ripete i brillanti risultati di inizio 2011 e scende in classifica. Una frattura da stress al bacino lo tiene inoltre fermo per quasi tre mesi, rientra a maggio e deve ripartire dalla 178ª posizione ATP. A luglio perde in finale al Challenger di Winnetka. Torna a giocare nel circuito ATP superando le qualificazioni e il primo turno all'Atlanta Open, al secondo turno cede nel set decisivo contro il top 20 Nishikori. Supera le qualificazioni anche al Los Angeles Open e raggiunge la sua prima finale ATP con i successi su Björn Phau, Igor' Andreev, Nicolas Mahut e in semifinale su Marinko Matosevic. Raccoglie solo tre giochi contro Sam Querrey nell'incontro che assegna il titolo. Rientra nella top 100 dopo il secondo turno raggiunto al Washington Open e perde al turno decisivo nelle qualificazioni degli US Open. I risultati più rilevanti di fine stagione sono i quarti di finale raggiunti ai tornei ATP del St. Petersburg Open e dello Stockholm Open.

### 2013, tre volte nei quarti in tornei ATP e top 70
Supera le qualificazioni e torna a disputare il terzo turno agli Australian Open grazie al successo sul nº 28 ATP Florian Mayer e cede in tre set a Andy Murray. Continua a risalire con i quarti di finale raggiunti a Delray Beach e in aprile a Houston, dove elimina il nº 14 del mondo Tommy Haas e perde in tre set contro John Isner, risultati con cui porta il miglior ranking alla 67ª posizione. Ha quindi inizio una serie quasi ininterrotta di sconfitte al primo turno e a luglio esce dalla top 100. Ad agosto si spinge fino ai quarti al Winston-Salem Open e l'unico risultato importante a fine stagione è la finale raggiunta al Challenger di Helsinki.

### 2014, due quarti di finale ATP e due titoli Challenger
Nei primi mesi del 2014 vince solo due incontri di primo turno nei tabelloni principali di tornei ATP e disputa una semifinale nei Challenger. Tra le sconfitte al primo turno vi è quella agli Australian Open, unico torneo stagionale dello Slam dove supera le qualificazioni. A fine aprile batte Jürgen Melzer all'ATP di Monaco di Baviera ed esce nei quarti di finale. Dopo oltre tre anni, a luglio torna a vincere un torneo superando Marsel İlhan in finale al Challenger di Astana. Verso fine stagione perde nei quarti di finale all'ATP di Mosca contro Roberto Bautista Agut dopo aver eliminato il nº 9 del mondo Milos Raonic, primo top 10 sconfitto in carriera, due settimane più tardi rientra nella top 100. Al suo ultimo impegno del 2014 vince la finale al Challenger di Andria contro Nikoloz Basilašvili, che si ritira nel corso del secondo set.

### 2015, primo titolo ATP in doppio, due quarti di finale ATP e un titolo Challenger in singolare
Eliminato al secondo turno agli Australian Open, sconfigge Gilles Müller allo Zagreb Indoors e perde nei quarti contro Andreas Seppi al tie-break del set decisivo. Il 12 aprile vince il suo unico titolo ATP in carriera al torneo di doppio di Houston, in coppia con Tejmuraz Gabašvili elimina nei quarti i numeri 1 del mondo Mike e Bob Bryan e in finale sconfiggono Treat Conrad Huey / Scott Lipsky con il punteggio di 6-4, 6-4. Torna a mettersi in luce in singolare a Wimbledon, dove accede al secondo turno e perde 5-7 al quinto set contro il top 10 Marin Čilić. Perde in finale al Guzzini Challenger e nella successiva trasferta americana si spinge per due volte consecutive fino ai quarti nei tornei ATP di Atlanta e al 500 di Washington; in entrambi i casi viene sconfitto da John Isner e risale alla 74ª posizione mondiale. Tra i risultati dei tornei che seguono vi sono le eliminazioni al secondo turno agli US Open e in una semifinale Challenger. Ancora con Gabašvili raggiunge a ottobre la semifinale all'ATP di Mosca e sale al 139º posto mondiale, che rimarrà il suo miglior ranking di doppio in carriera. Come l'anno precedente vince l'ultimo torneo disputato in stagione, questa volta sconfiggendo Rajeev Ram in finale al Challenger di Ortisei.

### 2016, una semifinale ATP, due titoli Challenger e top 50
Con i negativi risultati nei primi tornei stagionali esce dalla top 100 e subito vi rientra spingendosi fino alla semifinale al Memphis Open, sconfigge tra gli altri la testa di serie nº 3 Donald Young	e cede in tre set a Taylor Fritz. Ad aprile disputa tre finali Challenger consecutive e vince quelle del Gwangju Open e del Nanjing Challenger battendo in entrambe Grega Žemlja. Già dopo Gwanju fissa il nuovo miglior ranking e con il successo a Nanjing si trova al 55º posto mondiale. Raggiunge poi una semifinale Challenger e a maggio sale al 50º, che resterà il suo miglior ranking in carriera. Ha quindi inizio un periodo negativo, e tra le sconfitte al primo turno ci sono quelle nei tornei europei del Grande Slam e nel suo debutto olimpico ai Giochi di Rio de Janeiro. Negli ultimi mesi del 2016 raggiunge il secondo turno in tre tornei del circuito maggiore tra cui gli US Open e lo Swiss Indoors di Basilea, nel quale ottiene al primo turno la più prestigiosa vittoria in carriera eliminando in tre set il nº 4 del mondo Milos Raonic. Chiude la stagione al 92º posto del ranking.

### 2017, operazione all'anca, una finale ATP e risalita nel ranking
Si sottopone a un intervento chirurgico a un'anca, rientra nel circuito a maggio inoltrato, riparte dal 243º posto mondiale e subito vince lo Shymkent Challenger con il successo in finale su Yannick Hanfmann. Stenta inizialmente nei tornei del circuito maggiore, tra le eliminazioni al primo turno vi sono quelle al Roland Garros, a Wimbledon e agli US Open. Si riscatta raggiungendo prima i quarti al St. Petersburg Open e poi la finale alla Kremlin Cup, persa contro Damir Džumhur per 2-6, 6-1, 4-6. Nel corso della stagione perde anche la finale al Challenger del Jinan International Open contro Lu Yen-hsun. A ottobre risale al 126º posto mondiale.

### 2018, un titolo Challenger
A fine gennaio raccoglie solo tre giochi nella finale all'Open de Rennes contro Vasek Pospisil. Nei mesi successivi supera alcune volte le qualificazioni in tornei ATP ed esce al primo turno. Ad aprile vince in tre set la finale al Saint-Brieuc Challenger contro Constant Lestienne e rientra nella top 100. Ne esce ad agosto dopo una serie di cinque sconfitte consecutive. Colleziona quindi altre quattro sconfitte, torna a mettersi in luce a settembre all'ATP di Metz con la vittoria in rimonta sul nº 15 del mondo Stefanos Tsitsipas ed esce di scena nei quarti di finale. Si distingue di nuovo alla Kremlin Cup raggiungendo i quarti di finale. Torna a ridosso della top 100 con la finale raggiunta al Brest Challenger, persa in due set contro Hubert Hurkacz.

### 2019, quattro titoli Challenger e ritorno in top 70
All'esordio stagionale supera le qualificazioni al Qatar Open ATP e al primo turno sconfigge il nº 22 ATP David Goffin, prima di cedere in tre set a Dušan Lajović. Si aggiudica il Challenger Open de Rennes sconfiggendo in due set Antoine Hoang in finale. Torna di nuovo in top 100 dopo i Dubai Tennis Championships, nei quali elimina il nº 15 del mondo Daniil Medvedev ed esce nei quarti per mano di Gaël Monfils. Riprende l'ascesa a marzo vincendo il Challenger de Drummondville battendo in finale Yannick Maden per 6-3, 7-5, mentre a maggio si impone anche al Busan Open Challenger con il successo su Andrew Harris per 7-6, 6-2. A Wimbledon sconfigge il top 30 Denis Shapovalov ed esce di scena al secondo turno. Ad agosto vince il quarto titolo Challenger della stagione al Vancouver Open, sconfiggendo in finale Jason Jung per 6-3, 5-7, 6-4. Con il secondo turno raggiunto agli US Open risale fino alla 63ª posizione e chiude il 2019 alla 66ª.

### 2020, una semifinale ATP
Sconfitto al secondo turno agli Australian Open, si spinge fino in semifinale all'ATP 250 del Maharashtra Open e viene eliminato dal vincitore del torneo Jiří Veselý dopo tre tie-break. Con questo risultato risale al 62º posto mondiale. Dopo la lunga pausa del tennis mondiale per fronteggiare la pandemia di COVID-19, supera le qualificazioni al Cincinnati Open ed esce al secondo turno per mano di Djokovic. Raggiunge per la prima volta il terzo turno agli US Open grazie al successo su Steve Johnson e perde in tre set contro Pablo Carreño Busta. Non va oltre il secondo turno al Roland Garros, ottavo e ultimo torneo da lui disputato in stagione a cavallo tra settembre e ottobre.

### 2021, una semifinale ATP
All'esordio stagionale viene sconfitto da Veselý al terzo turno al Murray River Open di Melbourne e non supera il secondo turno agli Australian Open né nei tornei successivi. Torna a vincere due incontri di fila in un tabellone principale al Roland Garros, dove elimina il nº 32 ATP Ugo Humbert e raccoglie solo sei giochi contro Djokovic al terzo turno. Dopo una serie di sconfitte al primo turno, raggiunge il terzo turno all'Washington Open. Esce dalla top 100 dopo l'eliminazione al primo turno agli US Open. Torna a disputare una semifinale ATP alla Kremlin Cup di Mosca, dove quattro anni prima aveva vinto l'ultima che aveva giocato, elimina nei quarti Adrian Mannarino e cede in due set a Marin Cilic; a fine torneo rientra nella top 100.

### 2022-2023, discesa nel ranking e un titolo Challenger
Eliminato nelle fasi iniziali nei tornei australiani di inizio stagione, raggiunge i quarti ai Dubai Tennis Championships e viene eliminato da Denis Shapovalov dopo le vittorie su Jan-Lennard Struff e Alexei Popyrin. Rimane inattivo quasi due mesi dopo la finale persa al Play In Challenger Lille contro Quentin Halys. Esce definitivamente dalla top 100 ad agosto dopo i quarti di finale disputati al Los Cabos Open e a novembre scende alla 171ª posizione mondiale. Con la classifica compromessa, nel 2023 disputa quasi esclusivamente tornei Challenger e a febbraio scende al 263º posto. Si riscatta vincendo a fine marzo il suo primo titolo dopo quasi quattro anni al Saint-Brieuc Challenger, nella cui finale supera Dan Added al tie-break del set decisivo. Supera le qualificazioni nel circuito maggiore solo all'Halle Open ed esce al primo turno. Anche se non consegue altri risultati di rilievo, a luglio rientra per due settimane nella top 200. Il mese dopo raggiunge una semifinale Challenger e chiude la stagione a settembre.

### 2024-2025, un titolo Challenger
Per la prima volta dopo molti anni, nel 2024 non prende parte ad alcun torneo del circuito maggiore, nemmeno a quelli di qualificazione, gioca esclusivamente nei Challenger e in Coppa Davis. Stenta a ritrovare la forma e ad aprile scende alla 371ª posizione. Risale con la semifinale disputata al Gwangju Open e rientra nella top 300 a giugno vincendo il Challenger 50 di Blois, nella cui finale ha la meglio su Calvin Hemery. A settembre scende alla 327ª posizione. Nei pochi tornei disputati nella prima parte del 2025 spiccano la semifinale giocata a gennaio al Challenger 125 di Quimper e la finale persa ad aprile al Cote d'Ivoire Open contro il thailandese Maximus Jones.

## Statistiche

### Singolare

#### Finali perse (2)
| Legenda singolare         |
| Grande Slam (0)           |
| ATP World Tour Finals (0) |
| ATP Masters 1000 (0)      |
| ATP World Tour 500 (0)    |
| ATP World Tour 250 (2)    |

| N. | Data            | Torneo                        | Superficie  | Avversario in finale | Punteggio     |
| 1. | 29 luglio 2012  | Los Angeles Open, Los Angeles | Cemento     | Sam Querrey          | 0-6, 2-6      |
| 2. | 22 ottobre 2017 | Kremlin Cup, Mosca            | Cemento (i) | Damir Džumhur        | 2-6, 6-1, 4-6 |

### Doppio

#### Vittorie (1)
| Legenda singolare         |
| Grande Slam (0)           |
| ATP World Tour Finals (0) |
| ATP Masters 1000 (0)      |
| ATP World Tour 500 (0)    |
| ATP World Tour 250 (1)    |

| N. | Data           | Torneo                                       | Superficie  | Compagno           | Avversari in finale            | Punteggio |
| 1. | 12 aprile 2015 | U.S. Men's Clay Court Championships, Houston | Terra rossa | Tejmuraz Gabašvili | Treat Conrad Huey Scott Lipsky | 6-4, 6-4  |

### Tornei minori

#### Singolare

##### Vittorie (16)
| Legenda tornei minori |
| Challenger (15)       |
| Futures (1)           |

| N.  | Data             | Torneo                                              | Superficie    | Avversario in finale | Punteggio           |
| 1.  | 18 marzo 2007    | Portugal F3, Albufeira                              | Cemento       | Niels Desein         | 7-5, 6-4            |
| 2.  | 6 giugno 2010    | Nottingham Trophy, Nottingham                       | Erba          | Gō Soeda             | 6-4, 6-4            |
| 3.  | 29 novembre 2010 | Tali Open, Helsinki                                 | Cemento (i)   | Michał Przysiężny    | 6-1, 2-0 rit.       |
| 4.  | 27 luglio 2014   | President's Cup, Astana                             | Cemento       | Marsel İlhan         | 7-5, 5-7, 6-3       |
| 5.  | 23 novembre 2014 | Internazionali di Tennis Castel del Monte, Andria   | Sintetico (i) | Nikoloz Basilašvili  | 6-4, 1-0 rit.       |
| 6.  | 15 novembre 2015 | Internazionali Tennis Val Gardena Südtirol, Ortisei | Cemento (i)   | Rajeev Ram           | 7-6(3), 6-4         |
| 7.  | 17 aprile 2016   | Gwangju Open, Gwangju                               | Cemento       | Grega Žemlja         | 6-3, 6-2            |
| 8.  | 24 aprile 2016   | Nanjing Challenger, Nanjing                         | Terra rossa   | Grega Žemlja         | 6-3, 6-4            |
| 9.  | 27 maggio 2017   | Shymkent Challenger, Shymkent                       | Terra rossa   | Yannick Hanfmann     | 6-3, 6-2            |
| 10. | 1º aprile 2018   | Saint-Brieuc Challenger, Saint-Brieuc               | Cemento (i)   | Constant Lestienne   | 6-2, 5-7, 6-4       |
| 11. | 27 gennaio 2019  | Open de Rennes, Rennes                              | Cemento (i)   | Antoine Hoang        | 6-4, 6-2            |
| 12. | 17 marzo 2019    | Challenger de Drummondville, Drummondville          | Cemento       | Yannick Maden        | 6-3, 7-5            |
| 13. | 12 maggio 2019   | Busan Open, Busan                                   | Cemento       | Andrew Harris        | 7-6(5), 6-2         |
| 14. | 17 agosto 2019   | Vancouver Open, Vancouver                           | Cemento       | Jason Jung           | 6-3, 5-7, 6-4       |
| 15. | 26 marzo 2023    | Saint-Brieuc Challenger, Saint-Brieuc               | Cemento (i)   | Dan Added            | 6-3, 6(3)-7, 7-6(5) |
| 16. | 23 giugno 2024   | Internationaux de Tennis de Blois, Blois            | Terra rossa   | Calvin Hemery        | 7-6(4), 7-5         |

##### Finali perse (14)
| Legenda tornei minori |
| Challenger (11)       |
| Futures (3)           |

| N.  | Data              | Torneo                               | Superficie  | Avversario in finale   | Punteggio        |
| 1.  | 18 gennaio 2009   | Germany F2, Stoccarda                | Cemento (i) | Jan Mertl              | 4-6, 6-3, 3-6    |
| 2.  | 13 settembre 2009 | Turkey F8, Istanbul                  | Cemento     | Aleksej Kedrjuk        | 2-6, 4-6         |
| 3.  | 29 novembre 2009  | Dominican Republic F1, Santo Domingo | Cemento     | Víctor Estrella Burgos | 5-7, 1-6         |
| 4.  | 8 agosto 2010     | Vancouver Open, Vancouver            | Cemento     | Dudi Sela              | 5-7, 2-6         |
| 5.  | 20 novembre 2011  | Slovak Open, Bratislava              | Cemento (i) | Lukáš Lacko            | 6(7)-7, 2-6      |
| 6.  | 8 luglio 2012     | Winnetka USTA Championship, Winnetka | Cemento     | John-Patrick Smith     | 6-3, 3-6, 6(3)-7 |
| 7.  | 17 novembre 2013  | Tali Open, Helsinki                  | Cemento (i) | Jarkko Nieminen        | 3-6, 1-6         |
| 8.  | 26 luglio 2015    | Guzzini Challenger, Recanati         | Cemento     | Mirza Bašić            | 4-6, 6-3, 6(4)-7 |
| 9.  | 3 aprile 2016     | Israel Open, Ra'anana                | Cemento     | Evgenij Donskoj        | 4-6, 4-6         |
| 10. | 12 agosto 2017    | Jinan International Open, Jinan      | Cemento     | Lu Yen-hsun            | 3-6, 1-6         |
| 11. | 28 gennaio 2018   | Open de Rennes, Rennes               | Cemento (i) | Vasek Pospisil         | 1-6, 2-6         |
| 12. | 28 ottobre 2018   | Brest Challenger, Brest              | Cemento (i) | Hubert Hurkacz         | 5-7, 1-6         |
| 13. | 27 marzo 2022     | Play In Challenger Lille, Lilla      | Cemento (i) | Quentin Halys          | 6-4, 6(4)-7, 4-6 |
| 14. | 20 aprile 2025    | Cote d'Ivoire Open, Abidjan          | Cemento     | Maximus Jones          | 3-6, 6-4, 4-6    |

#### Doppio

##### Vittorie (1)
| Legenda tornei minori |
| Challenger (0)        |
| Futures (1)           |

| N. | Data         | Torneo          | Superficie | Compagno     | Avversari in finale               | Punteggio |
| 1. | 9 marzo 2008 | USA F6, McAllen | Cemento    | Sergej Betov | Adam El Mihdawy Uladzimir Ihnacik | 6-3, 6-3  |

##### Finali perse (1)
| Legenda tornei minori |
| Challenger (1)        |
| Futures (0)           |

| N. | Data              | Torneo                  | Superficie  | Compagno      | Avversari in finale                | Punteggio |
| 1. | 28 settembre 2013 | Open d'Orléans, Orléans | Cemento (i) | Franko Škugor | Illja Marčenko Serhij Stachovs'kyj | 5-7, 3-6  |

## Risultati in progressione
| Sigla | Risultato               |
| ----- | ----------------------- |
| V     | Vincitore               |
| F     | Finalista               |
| SF    | Semifinalista           |
| O     | Oro olimpico            |
| A     | Argento olimpico        |
| SF    | Bronzo olimpico         |
| QF    | Quarti di Finale        |
| 4T    | Quarto turno            |
| 3T    | Terzo turno             |
| 2T    | Secondo turno           |
| 1T    | Primo turno             |
| RR    | Round Robin             |
| LQ    | Turno di qualificazione |
| A     | Assente                 |
| ND    | Non disputato           |

| Legenda superfici    |
| -------------------- |
| Cemento              |
| Terra battuta        |
| Erba                 |
| Superficie variabile |

### Singolare
| Tornei Grande Slam |     |               |               |               |     |               |               |               |     |               |               |               |               |     |               |               |       |
| Australian Open    | A   | A             | A             | 3T            | Q2  | 3T            | 1T            | 2T            | 1T  | A             | 1T            | Q2            | 2T            | 2T  | 2T            | A             | 8-9   |
| Roland Garros      | A   | A             | Q3            | A             | A   | 1T            | Q3            | 1T            | 1T  | 1T            | 1T            | 1T            | 2T            | 3T  | 1T            | Q2            | 3-9   |
| Wimbledon          | A   | A             | 2T            | A             | Q1  | 1T            | Q3            | 2T            | 1T  | 1T            | 1T            | 2T            | ND            | 1T  | 2T            | Q2            | 4-9   |
| US Open            | Q3  | A             | 2T            | Q2            | Q3  | 1T            | Q3            | 2T            | 2T  | 1T            | 1T            | 2T            | 3T            | 1T  | Q1            | A             | 6-9   |
| Vittorie-Sconfitte | 0-0 | 0-0           | 2-2           | 2-1           | 0-0 | 2-3           | 0-1           | 3-4           | 1-4 | 0-3           | 0-4           | 2-3           | 4-3           | 3-4 | 2-3           | 0-0           | 21-36 |
| Giochi Olimpici    |     |               |               |               |     |               |               |               |     |               |               |               |               |     |               |               |       |
| Giochi Olimpici    | A   | Non disputati | Non disputati | Non disputati | A   | Non disputati | Non disputati | Non disputati | 1T  | Non disputati | Non disputati | Non disputati | Non disputati | A   | Non disputati | Non disputati | 0-1   |
| Vittorie-Sconfitte | 0-0 | Non disputati | Non disputati | Non disputati | 0-0 | Non disputati | Non disputati | Non disputati | 0-1 | Non disputati | Non disputati | Non disputati | Non disputati | 0-0 | Non disputati | Non disputati | 0-1   |

### Doppio
| Tornei Grande Slam         |               |               |               |     |               |               |               |               |     |      |
| Australian Open, Melbourne | A             | A             | 1T            | A   | A             | A             | A             | 1T            | 2T  | 1-3  |
| Roland Garros, Parigi      | A             | A             | A             | 2T  | A             | A             | 2T            | 1T            | 1T  | 2-4  |
| Wimbledon, Londra          | 1T            | A             | Q1            | 1T  | A             | A             | 1T            | ND            | 2T  | 1-4  |
| US Open, New York          | A             | A             | 1T            | A   | A             | A             | 2T            | A             | 3T  | 3-3  |
| Vittorie-Sconfitte         | 0-1           | 0-0           | 0-2           | 1-2 | 0-0           | 0-0           | 2-3           | 0-2           | 4-4 | 7-14 |
| Giochi Olimpici            |               |               |               |     |               |               |               |               |     |      |
| Giochi Olimpici            | Non disputati | Non disputati | Non disputati | A   | Non disputati | Non disputati | Non disputati | Non disputati | A   | 0-0  |
| Vittorie-Sconfitte         | Non disputati | Non disputati | Non disputati | 0-0 | Non disputati | Non disputati | Non disputati | Non disputati | 0-0 | 0-0  |

### Vittorie contro giocatori top 10
| Stagione | 2014 | 2015 | 2016 | Totale |
| Vittorie | 1    | 0    | 1    | 2      |

| 2014 |              |   |                        |             |    |               |
| 1.   | Milos Raonic | 9 | Kremlin Cup, Mosca     | Cemento (i) | 2T | 6-3, 4-6, 6-3 |
| 2016 |              |   |                        |             |    |               |
| 2.   | Milos Raonic | 4 | Swiss Indoors, Basilea | Cemento (i) | 1T | 3-6, 6-3, 6-3 |